# No Music Day

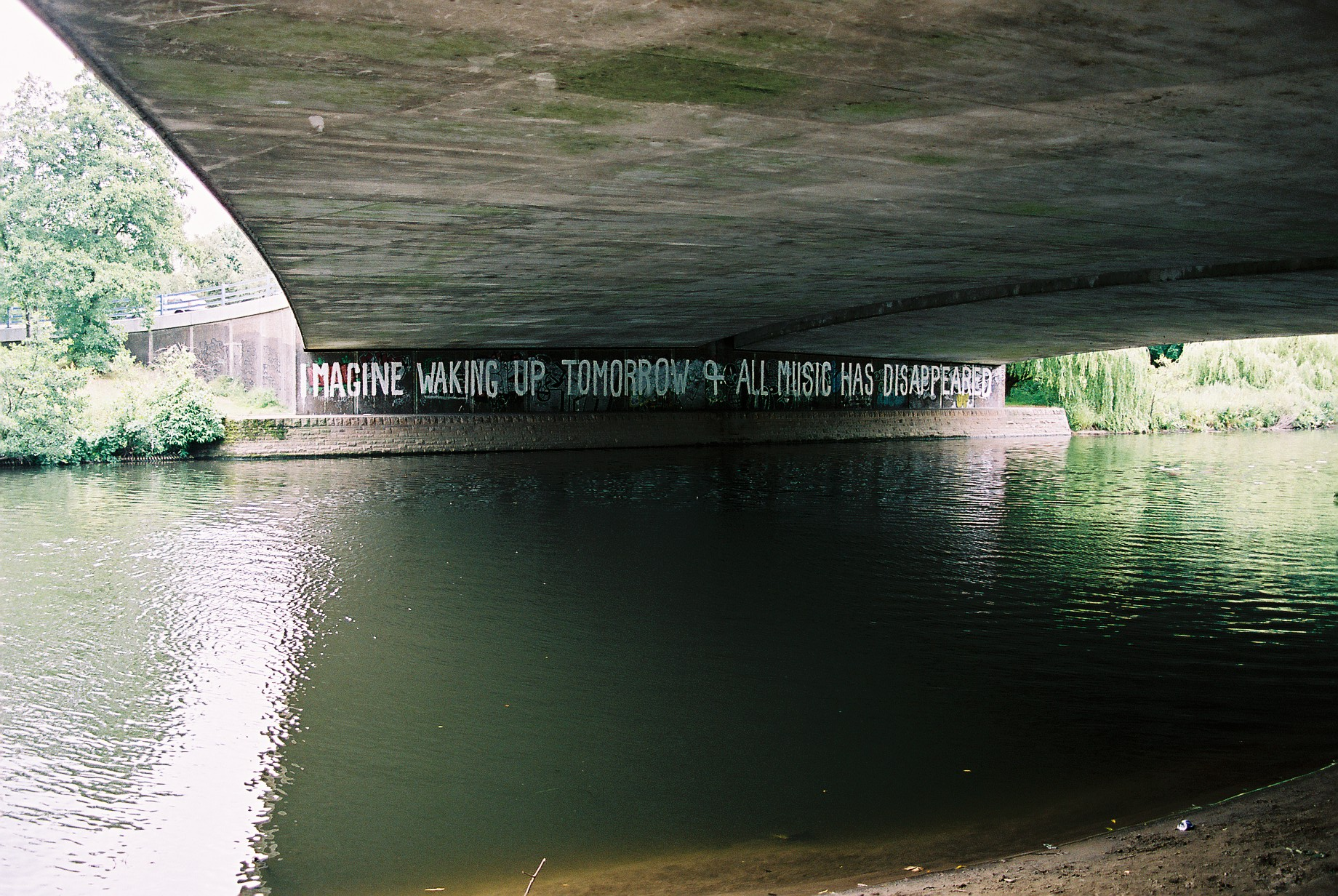
Imagine, Graffito von Bill Drummond in Derbyshire

Der No Music Day (deutsch: Tag ohne Musik) findet jährlich am 21. November statt und ist eine Veranstaltung, die der britische Konzeptkünstler Bill Drummond ins Leben gerufen hat, um Menschen zum Nachdenken über ihr Verhältnis zur Kunstform Musik anzuregen und sich bewusst zu machen, wie allgegenwärtig die Musik inzwischen ist. In den ersten fünf Jahren (2005–2009) gab es im Rahmen eines sogenannten Fünfjahresplanes verschiedene Aktionen, um auf diesen Tag aufmerksam zu machen. Seit 2010 kann jeder überall „seinen“ No Music Day begehen und seine Gedanken und Performance auf der dazugehörigen Webseite veröffentlichen. Viele nehmen diese Möglichkeit wahr und berichten darüber, dass Musik inzwischen für sie eine Art Weißes Rauschen – ein Produkt – geworden sei. Sie sind der Auffassung, dass die Kommerzialisierung der Musik inzwischen einen Sättigungspunkt erreicht habe.

## Hintergrund
Bereits während seiner Tätigkeit in der Musikgruppe The KLF machte der Konzeptkünstler und ehemalige Musikmanager Bill Drummond zusammen mit Jimmy Cauty auf die Mechanismen im Musikgeschäft aufmerksam: so veröffentlichten sie unter anderem das als Klassiker der Pop-Literatur geltende Buch The Manual (How to Have a Number One – The Easy Way). Der No Music Day soll zum Nachdenken darüber anregen, welche Bedeutung die Musik für jeden Einzelnen hat, in welcher Beziehung man zu ihr steht und ob die Musik nicht oft nur noch zur Abschottung und Betäubung diene. Drummond meint, dass sich die Beziehung zur Musik verändert habe, da sie inzwischen jederzeit und überall verfügbar sei, es alles schon einmal gegeben habe und man Musik nur konsumiere. Der musiklose Tag soll auch vergegenwärtigen, wie oft man ungewollt sogenannter Fahrstuhlmusik zum Beispiel in Geschäften, Restaurants oder auch am Arbeitsplatz ausgesetzt sei. Aus der Vorstellung heraus, wie es sei, wenn man eines Tages in einer Welt ohne Musik aufwachen würde, entstand die Idee des No Music Days. 

„I decided I needed a day I could set aside to listen to no music whatsoever. Instead, I would be thinking about what I wanted and what I didn't want from music. Not to blindly - or should that be deafly - consume what was on offer. A day where I could develop ideas. This day I would call No Music Day.“

Der 21. November wurde ausgesucht, da es sich um den Tag vor dem Fest der Heiligen Cäcilia, der Schutzpatronin der Musik, handelt. Dieses Vorgehen folgte der Beobachtung, dass an dem Vortag eines religiösen Ereignisses oft antithetische Veranstaltungen stattfinden, so wie man beispielsweise Mardi Gras feiert, bevor der Aschermittwoch beginnt.

## Fünfjahresplan
Der No Music Day findet jährlich überall statt: jeder kann den Tag begehen und seine Beweggründe und Pläne auf der dazugehörigen Webseite posten. Zur Etablierung des Tages entwickelte Drummond den sogenannten Fünfjahresplan.
- 2005 richtete Drummond eine Website zum No Music Day ein, auf der jeder seine Gedanken zu einer Welt ohne Musik und dem Umgang mit der Musik posten kann, und kündigte den Tag mit einem Plakat an der Einfahrt zum Mersey-Tunnel in Liverpool an.

- 2006 sendete der Radiosender Resonance 104fm sein Programm ganz ohne Musik. Zu Zeiten, in denen normalerweise Musik gesendet worden wäre, wurden Diskussionen und Interviews zum Thema Musik ausgestrahlt. Drummond stellte auf die Denmark Street (Tin Pan Alley) in London, in der ursprünglich viele Musikverlage waren, inzwischen jedoch überwiegend Plattenläden und Tonstudios ansässig sind, ein „Road Closed“-Schild.[9]

- 2007 verfolgte BBC Radio Scotland den Tag 24 Stunden lang. Drummond ließ ein ca. 4,0 × 0,6 m großes Straßenschild mit dem Aufdruck „No Music Day: Nov 21“ anfertigen, das er unter den „Scotland Welcomes You“-Schildern an der schottischen Grenze in Gretna Green anbrachte und fotografierte.

- 2008 wurde der No Music Day in São Paulo (Brasilien) mit Graffiti beworben. Drummond wurde dazu eingeladen und gebeten, Flyer an musikhörende Passanten der Haupteinkaufsstraße zu verteilen. Außerdem sollte er in die Musikläden gehen und sie zur Schließung an diesem Tag auffordern und die Straßenmusiker darum bitten, einen Tag freizunehmen und darüber nachzudenken, welchen Stellenwert die Musik in ihrem Leben habe. Er bezweifelte allerdings, dass „im Vergleich zu einem herkömmlichen Tag in Brasilien am 21. November 2008 auch nur ein Takt weniger Musik konsumiert worden sei“.[10]

- 2009 reiste Drummond nach Linz als Kulturhauptstadt Europas 2009, um den Tag dort im Rahmen des Projektes Hörstadt zu begleiten. Zentrum des No Music Days war das Offene Kulturhaus, in dem zum Beispiel ein gemeinsames Suppenkochen mit Drummond stattfand und zwei Kinofilme ohne Musik gezeigt wurden. Mehrere Radiosender in Linz passten ihr Programm dem Motto des Tages an und neben der Unterstützung durch Geschäfte, Restaurants und Schulen gab es in Theatern und Konzerthäusern Aufführungen von Stücken, die ohne Musik auskommen. Die Messen im Alten Dom fanden ohne Orgel, Choräle und Kirchenlieder statt.[5]